# Chmura prywatna
Chmura prywatna (ang. private cloud) – naśladuje model dostarczania usług informatycznych obecny dla chmur publicznych, ale znajduje się w całości wewnątrz sieci korporacyjnej i służy użytkownikom konkretnej organizacji.

## Enterprise private cloud
Enterprise private cloud, to nic innego jak prywatna chmura danego przedsiębiorstwa, udostępniający usługi IT działom biznesowym i partnerom (spółkom zależnym itp.). Z punktu widzenia programistów najciekawszym wariantem takiej chmury jest Platform as a Service.
Po pierwsze dostaje możliwość prostego tworzenia dodatkowych środowisk na żądanie. Z założenia chmura powinna być łatwa w rozbudowie i powinna pomieścić dodatkowe instancje, jeśli ich potrzebujemy. Co więcej, tworzenie środowisk powinno być zautomatyzowane, a zarządzanie nimi oddane w ręce użytkowników. Programista może zatem zażądać utworzenia nowego środowiska, czy to z jakiegoś wzorca (np. czyste środowisko z aplikacją w wersji X), czy też poprzez skopiowanie innego środowiska (potrzebuję identycznego środowiska jak Y, żeby zdiagnozować problem, który występuje tylko tam). Środowisko takie powinno zostać utworzone w czasie minut lub godzin, a nie dni czy tygodni, jak to często bywa, gdy utworzenie środowiska wymaga akceptacji przełożonych, zamówienia sprzętu i ręcznej pracy.
Chmura prywatna pozwala na wykorzystanie istniejących już zasobów do lepszej pracy całego IT w firmie. Dodatkowo, może być to oszczędnością pieniędzy za prąd i klimatyzację przez redukcję liczby fizycznych maszyn czy implementację wysokiej dostępności. Jest to połączenie możliwości, jakie daje wirtualizacja, z bardzo wygodnym sposobem zarządzania maszynami wirtualnymi. Można także zrealizować samoobsługowy portal, w którym użytkownicy na żądanie mogą sobie uruchamiać kolejne maszyny.